# UX Orionis
UX Orionis és una estrella variable de la constel·lació d'Orió. És una estrella Herbig Ae, situada a uns 1000 anys llum de la Terra. En la seva màxima brillantor és un objecte de magnitud 9,5, per la qual cosa és massa feble per ser vist a ull nu. UX Orionis és el prototip de la classe UX Orionis d'estrelles variables (sovint anomenades "UXors"), que són objectes estel·lars joves que presenten canvis irregulars grans (més de 2,8 de magnitud) en la brillantor de la banda visual. UX Orionis va ser descoberta per Henrietta Swan Leavitt.
UX Orionis està envoltada per un disc circumestel·lar, i la variabilitat fotomètrica de l'estrella sembla ser causada per episodis durant els quals l'estrella queda enfosquida per material polsós dins del disc circumestel·lar.